# Ильинский сельсовет (Красноярский край)
Ильи́нский сельсове́т — муниципальное образование (сельское поселение) в Ужурском районе Красноярского края.
Административный центр поселения — село Ильинка.

## География
Ильинский сельсовет находится южнее Ачинска, на юго-западе Красноярского края, восточнее районного центра.

## История
Ильинский сельсовет наделён статусом сельского поселения в 2005 году.

## Население
| 2010 | 2012 | 2013 | 2014 | 2015 | 2016 | 2017 |
| ---- | ---- | ---- | ---- | ---- | ---- | ---- |
| 918  | ↘905 | ↘878 | ↘852 | ↘840 | ↘807 | ↗808 |

Гендерный состав
По данным Всероссийской переписи населения 2010 года 438 мужчин и 480 женщин из 918 чел.

## Состав сельского поселения
В состав сельского поселения входят 3 населённых пункта:
| № | Населённый пункт | Тип населённого пункта       | Население |
| - | ---------------- | ---------------------------- | --------- |
| 1 | Ильинка          | село, административный центр | 568       |
| 2 | Лопатка          | деревня                      | 143       |
| 3 | Новая Кузурба    | деревня                      | 207       |